# فورد کراون ویکتوریا

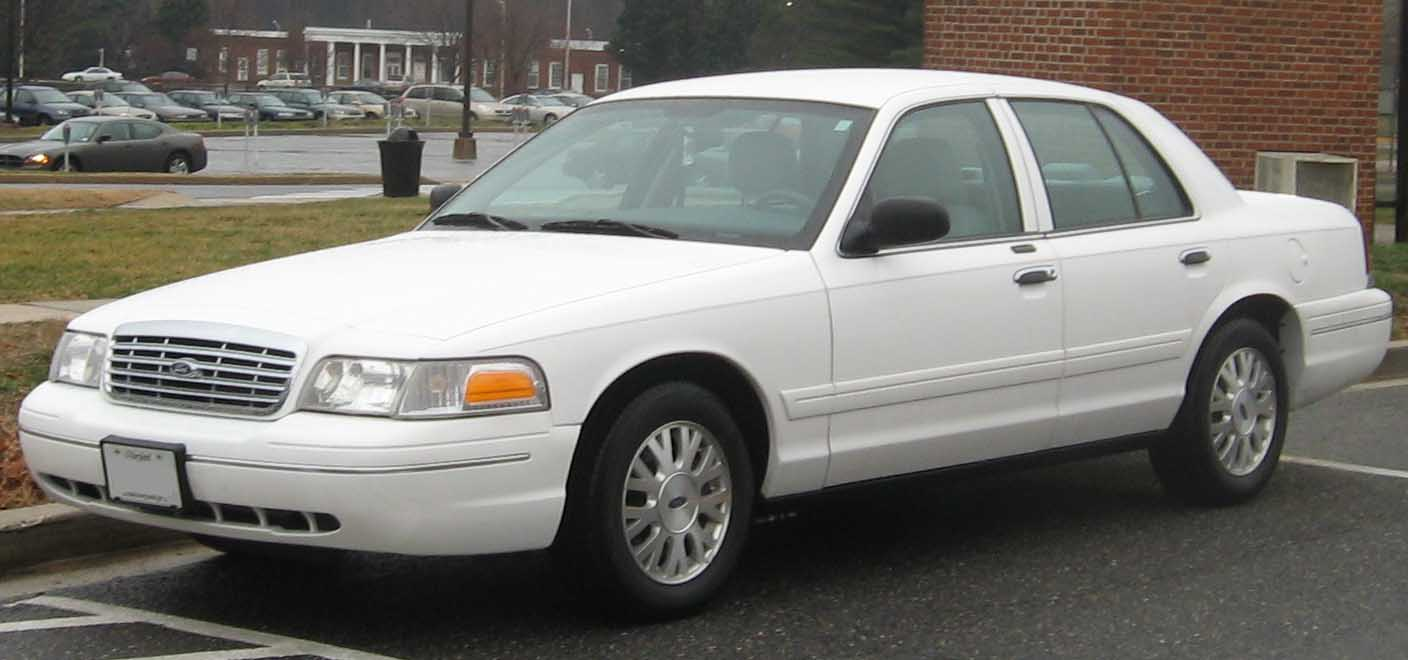
فورد کراون ویکتوریا ۲۰۰۳_۲۰۰۷ پارکینگی در مریلند آمریکا.

فورد کراون ویکتوریا (به انگلیسی: Ford Crown Victoria) یک خودروی شخصی ساخت شرکت فورد است. کراون ویکتوریا از سال‌های ۱۹۹۰ به عنوان تاکسی‌های شهری و ماشین پلیس‌های کشور آمریکا استفاده می‌شد. از خودروهای وابسته به آن لینکلن تاون کار است.